# مصطفی نوروزی
مصطفی نوروزی (زادهٔ ۱۶ اردیبهشت ۱۳۶۹ - دهلران) بازیکن فوتبال اهل ایران است که در پست هافبک بازی می‌کند.

## افتخارات
- قهرمانی در لیگ آزادگان (دسته یک) و راهیابی به لیگ برتر خلیج فارس به همراه باشگاه فوتبال نفت مسجدسلیمان[۲]